# Meganoton philippinensis
Meganoton philippinensis är en fjärilsart som beskrevs av Clark 1938. Meganoton philippinensis ingår i släktet Meganoton och familjen svärmare. Inga underarter finns listade i Catalogue of Life.